# Вепи, Петер
Петер Вепи (венг. Vépi Péter; род. 20 октября 1949, Kőröshegy, Шомодь) — венгерский футболист, защитник.

## Карьера

### Клубная карьера
Во взрослом футболе дебютировал в 1970 году в клубе «Ференцварош», где играл на протяжении всей своей карьеры, продолжавшейся десять лет. В составе команды в сезоне 1975/76 завоевал титул чемпиона Венгрии, а также четырежды становился обладателем Кубка Венгрии. Завершил карьеру футболиста в 1980 году.

### Карьера в сборной
В 1972 году дебютировал в официальных матчах в составе национальной сборной Венгрии. В том же году вместе с командой выступал на футбольном турнире летних Олимпийских игр 1972 года, где завоевал серебряную медаль.
Всего в составе сборной принял участие в шести матчах.

## Достижения
«Ференцварош»
- Чемпион Венгрии: 1975/76
- Обладатель Кубка Венгрии: 1971/72, 1973/74, 1975/76, 1977/78